# إستراز الراصة الدموية

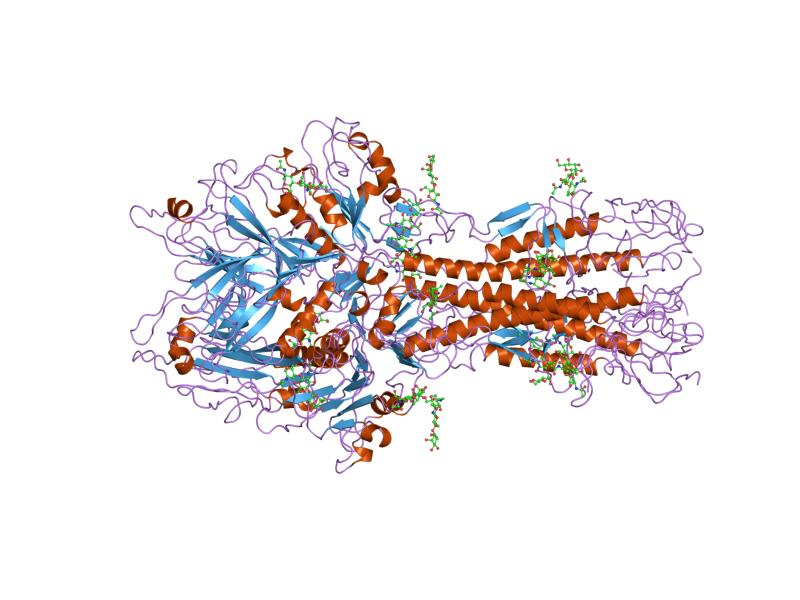
بنية بروتين إستراز الراصة الدموية.

إستراز الراصة الدموية (بالإنجليزية: إستراز الراصة الدموية)‏ هو بروتين سكري تملكه بعض الفيروسات المغلفة وتستخدمه كآلية للدخول إلى الخلية. يساعد إستراز الراصة الدموية في الارتباط ببعض مستقبلات حمض السياليك الموجودة على سطح الخلية المضيفة وقصها. تشمل الفيروسات التي تمتلك إستراز الراصة الدموية فيروس الإنفلونزا ج، وفيروس تورو، وفيروسات كورونا من النوع الفرعي فيروس إمبيكو (الذي لا يشمل فيروسات كورونا المرتبطة بالسارس). إستراز الراصة الدموية هو بروتين عبر غشائي مثنوي يتكون من موحودين، ويتكون كل موحود من ثلاثة نطاقات هي: نطاق دمج الغشاء، إستراز ونطاق ارتباط بالمستقبل.
يملك إستراز الراصة الدموية ثلاث وظائف هي: وظيفة ارتباط بالمستقبل، حلمأة المستقبل (إستراز) ووظيفة دمج الغشاء. تتمثل وظيفة الارتباط بالمستقبل في ارتباط إستراز الراصة الدموية بحمض N-أستيل-9-O-حمض النيورأمينيك (9-O-Ac- Neu5Ac) الموجود في الليبيدات السكرية والبروتينات السكرية والعمل بدوره كمستقبل فيروسي. تسمح وظيفة حلمأة المستقبل (الإستراز) لجسيمات الفيروس بمغادرة الخلية المصابة عن طريق إزالة مجموعة الأسيتيل من الموضع C9 لوحدة حمض النيورأمينيك الطرفية. تساعد وظيفة دمج الغشاء في إدخال الجينوم الفيروسي إلى سيتوبلازم الخلية المضيفة عن طريق تعزيز دمج الغلاف الفيروسي وغشاء الخلية المضيفة.